# Миссия невыполнима: Протокол Фантом
«Миссия невыполнима: Протокол Фантом» (англ. Mission: Impossible — Ghost Protocol) — шпионский боевик режиссёра Брэда Бёрда, продолжение фильма «Миссия невыполнима 3» (2006) и четвёртая по счёту часть франшизы «Миссия невыполнима». Главную роль в картине исполнил Том Круз, а второстепенные роли достались Джереми Реннеру, Саймону Пеггу, Поле Паттон, Микаэлю Нюквисту, Владимиру Машкову и Джошу Холлоуэю.
Основные съёмки фильма проходили в Дубае, Праге, Москве, Ванкувере, Мумбаи и Бангалоре. Мировая премьера состоялась 7 декабря 2011 года, а в России — 14 декабря.

## Сюжет
2016 год. Агент Итан Хант бежит из российской тюрьмы, где содержался под именем Сергея Иванова. В Москве он получает новое задание. Террорист, известный под кличкой Кобальт, собирается проникнуть в Кремль и убрать своё досье из секретного архива. Шведский профессор Курт Хендрикс (он же Кобальт) проповедует безумную идею того, что очередная мировая война пойдёт только на пользу человечеству. Ханту не удаётся остановить врага, целью которого был также ядерный чемоданчик. Заметая следы, Кобальт организовал мощный взрыв Спасской башни Кремля, унёсший сотни человеческих жизней. Обвинение во взрыве и краже ядерного чемоданчика предъявлено команде Ханта. Он и его люди остаются без поддержки и должны остановить ядерную катастрофу. Преследующий Итана русский спецагент Сидоров осложняет его и без того нелёгкую задачу.
Команда продолжает преследование Кобальта в Дубае, в отеле Бурдж-Халифа, где тот выкупает коды доступа к запуску ракет у Сабин Моро. Хант позволяет передать коды террористу, рассчитывая задержать его сразу после сделки, но операция проваливается. Теперь единственный шанс остановить Кобальта — не дать ему добраться до военного спутника, с которого транслируются команды на российскую подводную лодку К-506. Для этого Ханту и его людям приходится отправиться в Мумбаи и в результате рискованной операции получить доступ к спутнику. Однако пуск ракеты уже состоялся. И лишь в последние секунды команде Ханта удаётся ввести код отмены, и ядерная боеголовка падает, как бесполезная болванка, рядом с Сан-Франциско.
У Ханта теперь другая команда. Её новый член Уильям Брандт, сильно переживавший из-за того, что в прошлом не спас жену Итана, узнаёт от него, что с ней всё в порядке. Команда отправляется на новое задание по предотвращению деятельности террористической группировки «Синдикат».

## В ролях
| Актёр            | Роль                    |
| ---------------- | ----------------------- |
| Том Круз         | Итан Хант               |
| Пола Паттон      | Джейн Картер            |
| Саймон Пегг      | Бенджи Данн             |
| Джереми Реннер   | Уильям Брандт           |
| Микаэль Нюквист  | Курт Хендрикс / Кобальт |
| Владимир Машков  | Анатолий Сидоров        |
| Леа Сейду        | Сабин Моро              |
| Джош Холлоуэй    | Тревор Ханауэй          |
| Самули Эдельманн | Мариус Уистром          |
| Иван Шведов      | Леонид Лысенко          |
| Анил Капур       | Бридж Нат               |
| Мираж Грбич      | Богдан                  |
| Илья Волох       | «Туман»                 |

| Актёр              | Роль                 |
| ------------------ | -------------------- |
| Павел Криз         | Марек Стефански      |
| Андреас Вишневски  | связной «Тумана»     |
| Андрей Бесчастный  | майор Егоров         |
| Майк Допуд         | кремлёвский охранник |
| Иво Новак          | напарник Сидорова    |
| Петра Люстигова    | Анна Лысенко         |
| Дэниел Кларк       | Алекс Лысенко        |
| Павел Бездек       | тюремный охранник    |
| Горан Навойеч      | заключенный          |
| Анастасия Новикова | русская медсестра    |
| Том Уилкинсон      | министр обороны США  |
| Винг Рэймс         | Лютер Стикелл        |
| Мишель Монаган     | Джулия Хант          |

## Создание фильма

### Подбор актёров
По словам Брайана Бёрка, Саймона Пегга взяли в третий фильм из-за его большого опыта в комедийных фильмах, а в «Протоколе Фантом» его персонаж стал более важен для сюжета, в том числе и из-за своей роли в команде. Бёрк подчеркнул, что теперь он «одновременно и комедийный, и серьёзный».
Что касается выбора Владимира Машкова, то когда потребовался русский актёр, создатели фильма посмотрели «довольно много пробных плёнок с различными русскими актёрами», в итоге выбрали Машкова, поскольку, на их взгляд, он наиболее подходил к роли русского агента. Бёрк сравнил его с персонажем Тома Круза, но с русской стороны.
Изначально пост режиссёра предлагали Рубену Флейшеру и Эдгару Райту. Выбор Брэда Бёрда на роль режиссёра Бёрк объяснил тем, что «с ним интересно работать», часто предлагает «нетривиальные решения» и «очень хорошо представляет, чего именно добивается».
Дж. Дж. Абрамс, режиссёр фильма «Миссия невыполнима 3», участвовал и в создании четвёртой части картины, но уже в качестве продюсера.

### Съёмки
- В начале ноября 2010 года в Интернете появились фотографии со съёмочной площадки, на которых был запечатлён момент выполнения трюков Томом Крузом на башне Бурдж-Халифа[11][12]. В начале ноября 2011 года Брайан Бёрк, продюсер фильма, в интервью Lenta.ru заявил, что все трюки Том Круз выполнил сам, а каскадёр «просто проверял крепления», поскольку не любил высоту[8]. В сцене, в которой Итан Хант при помощи специальных перчаток взбирается по отвесной стене башни Бурдж-Халифа, Круз был надёжно прикреплён к тонкому страховочному тросу, который потом удалили из кадра при помощи компьютерной обработки[13].
- Все сцены, связанные с Москвой, пришлось снимать на улицах Праги, столицы Чехии, и на киностудии в Канаде, — в самой Москве были сняты лишь несколько общих панорам на Красной площади и здание в московском переулке Обуха. Такой подход к съёмкам связан с отсутствием налоговых льгот для кинопроизводителей в России[14].
- Сцены, связанные с российской тюрьмой, также сняты в Чехии, в городе Млада-Болеслав.
- Мелодия которая звучит во время побега из тюрьмы — «Ain’t That A Kick In The Head», в исполнении Дина Мартина.
- Машина, на которой герои Тома Круза и Полы Паттон едут по улицам Мумбаи, — это концепт-кар BMW Vision Efficient Dynamics[15][16].
- Сцены на многоуровневой парковке в конце фильма сняты на автоматизированном складе автомобилей Фольксваген, в технопарке Autostadt в Вольфсбурге[17].

### Название
В конце октября 2010 года Том Круз объявил, что фильм получил название «Ghost Protocol» (на русский язык название тогда переводили как «Призрачный протокол», поскольку официально утверждённого русскоязычного названия тогда ещё не было).
Брайан Бёрк в интервью «Ленте» в ноябре 2011 года подчёркивал, что цифра «4» из названия была убрана намеренно, поскольку создатели фильма хотели снять самостоятельный фильм, не зависящий от первых трёх.

### Гонорары
- Том Круз — 12 500 000 $[18] (+ % от сборов)

## Критика и награды
Ранние отзывы о фильме на сайте Rotten Tomatoes в основном положительные и составляют 93 %.
Фильм был номинирован на 6 премий «Сатурн» в следующих категориях: лучший фильм в жанре боевик / приключения, лучший режиссёр (Брэд Бёрд), лучший актёр (Том Круз), лучшая актриса второго плана (Пола Паттон), лучшая музыка (Майкл Джаккино), лучший монтаж (Пол Хирш).
Роджер Эберт из Chicago Sun-Times дал фильму 3,5 звезды из четырех, заявив, что фильм «представляет собой потрясающий триллер с боевыми сценами, которые функционируют как своего рода поэзия боевиков».

## Прокат
В рамках рекламной кампании, посвящённой премьере фильма в Грузии, грузинский скалолаз Георгий Кобахидзе повторил трюки персонажа Тома Круза из фильма, спустившись на канате по застекленной стене одного из самых высоких зданий в Тбилиси — 21-этажной гостиницы Holiday Inn.
К 8 апреля 2012 года фильм «Миссия невыполнима: Протокол Фантом» собрал $693 054 071, из которых $209 397 903 в США и $483 656 168 в остальных странах. Таким образом, фильм «Миссия невыполнима: Протокол Фантом» является самым кассовым фильмом из серии «Миссия невыполнима». Также фильм является самым кассовым фильмом Тома Круза, опередив фильм «Война миров».